# Ronny Ackermann
Ronny Ackermann, född 16 maj 1977 i Bad Salzungen, Thüringen i dåvarande Östtyskland, är en manlig tysk utövare av nordisk kombination.
Han lärde sig att åka skidor när han var fem år och två år senare började han träna backhoppning.

## Meriter

### Världscupen
- Seger i såväl totala världscupen som sprintvärldscupen säsongerna 2001/2002 och 2002/2003.

### Världsmästerskap
- VM-guld i klassisk distans 2003 och 2005.
- VM-silver i sprintdistans 2003.
- VM-guld i sprintdistans 2005.

### Olympiska spel
- OS-silver i sprintdistans 2002.